# Rewind
「Rewind」（リワインド）は、日本のヒップホップ・グループ、OZROSAURUSが2022年2月2日に配信リリースした楽曲。“Rewind”をコンセプトにマイクを回す楽曲で、ラッパーのZORNが客演で参加している。サウンドプロデュースはEVISBEATSが務めた。

## 背景とリリース
「Rewind」は、この楽曲に客演で参加しているZORNが2021年9月12日に横浜アリーナで開催したワンマンライブ『汚名返上 at YOKOHAMA ARENA』でOZROSAURUSと共に初披露しており、新曲として音源化された。本作はZORNが立ち上げたレーベル、All My Homiesより配信された。

## アートワーク・ミュージックビデオ
「Rewind」のジャケットのアートワークはスタジオ石のMMMが担当。配信日の前日である2022年2月1日、アートワークを担当したMMMが所属するスタジオ石がディレクションを担当した「Rewind」のミュージック・ビデオが公開されている

## チャート記録
iTunes Storeなどといった音楽配信サイトにて配信が行われ、オリコンのデイリーデジタルシングル（単曲）ランキング（2022年2月2日付）では1位に初登場。週間デジタルシングル（単曲）ランキング（2022年2月14日付）では7,568DLで8位を記録した。Billboard JAPANのダウンロード・ソング・チャート“Download Songs”（2022年2月14日付）では、10,808DLで4位に初登場した。

## 収録曲
| #         | タイトル              | 作詞         | 作曲      | 時間 |
| --------- | --------------------- | ------------ | --------- | ---- |
| 1.        | 「Rewind feat. ZORN」 | MACCHO, ZORN | EVISBEATS | 4:26 |
| 合計時間: | 合計時間:             | 合計時間:    | 合計時間: | 4:26 |

## チャート
| チャート                                | 最高順位 | 出典  |
| --------------------------------------- | -------- | ----- |
| Billboard Japan Download Songs          | 4        | [ 8 ] |
| オリコン 週間デジタルシングルランキング | 8        | [ 6 ] |